# Anton Schotanus
Anton Schotanus (Leeuwarden, 4 januari 1943) is een Nederlands dammer die lid is van Damclub Huizum. Hij is in het bezit van de titels FMJD Meester en Nationaal Meester.
Hij werd Fries kampioen in 1985, 1987, 1988, 1992, 1993, 1994, 1998, 2003 en 2008 en nam deel aan het Nederlandse kampioenschap dammen in 1968, 1971, 1972, 1975, 1988 en 1989. Hij verwierf speciale faam in het correspondentiedammen waarin hij in 1965, 1984 en 1987 Nederlands kampioen werd en in 1988 wereldkampioen. Hij behaalde op 30 juni 2008 zijn masterbul voor geschiedenis aan de Rijksuniversiteit Groningen. Tot aan zijn pensioen in 2004 was hij in het dagelijks leven leraar Duits aan de RSG Heerenveen en later de OSG Sevenwolden in Heerenveen, waar hij veel werkte met de zogenaamde Delftse Methode.  Bij deze methode wordt de taal op een natuurlijke manier geleerd.